# Joachim Rademacher
Joachim Rademacher (20 juni 1906 – 21 oktober 1970) was een Duits waterpolospeler.
Joachim Rademacher nam als waterpoloër tweemaal deel aan de Olympische Spelen; in 1928 en in 1932. In 1928 maakte hij deel uit van het Duitse team dat goud wist te veroveren. Hij speelde alle drie de wedstrijden en scoorde twee goals. In 1932 veroverde hij met het Duitse team zilver. Hij speelde alle vier de wedstrijden. Zijn broer Erich speelde in hetzelfde team.
Rademacher speelde voor de club Hellas Magdeburg. Op de Europese kampioenschappen 1926 won hij op het onderdeel 4x200 meter vrije slag goud, en op het onderdeel 1500 meter vrije slag brons.
Max Amann · 
Karl Bähre · 
Emil Benecke · 
Johann Blank (G) ·
Otto Cordes · 
Fritz Gunst · 
Erich Rademacher (G) ·
Joachim Rademacher
Emil Benecke · 
Otto Cordes · 
Hans Eckstein · 
Fritz Gunst · 
Erich Rademacher · 
Joachim Rademacher · 
Hans Schulze · 
Heiko Schwartz
- Bibliothèque nationale de France: cb17770342j (data)
- Gemeinsame Normdatei: 139084649
- International Standard Name Identifier: 0000 0000 6842 6551
- Virtual International Authority File: 95674900